# Anthidium edwini
Anthidium edwini là một loài ong trong họ Megachilidae hay ong maso.